# Van Horne, Iowa
Van Horne är en ort i Benton County i Iowa. Vid 2010 års folkräkning hade Van Horne 682 invånare.
Orten har fått sitt namn efter järnvägsdirektören William Cornelius Van Horne.